# Triviotartessus trivialis
Triviotartessus trivialis är en insektsart som beskrevs av Spångberg 1878. Triviotartessus trivialis ingår i släktet Triviotartessus och familjen dvärgstritar. Inga underarter finns listade i Catalogue of Life.